# POV-Ray
Persistence of Vision Raytracer o POV-Ray è un software libero di ray tracing disponibile per una gran varietà di piattaforme. Era originariamente basato su DKBTrace, un programma sviluppato da David Kirk Buck and Aaron A. Collins. È stato anche influenzato pesantemente dal programma di ray tracing Polyray con il beneplacito del suo autore, Alexander Enzmann.
Nelle versioni più recenti il motore di rendering è stato aggiornato profondamente per consentire il calcolo della illuminazione globale, delle caustiche, e di elementi particellari per generare nubi, fuoco, vapore. Fa ora uso del multithreading, quindi si avvantaggia della presenza sul computer di processori multicore o più processori.

## Licenza
A partire dalla versione 3.7, POV-Ray, è distribuito sotto una licenza AGPLv3 (o successiva) e quindi è da considerarsi software libero secondo la definizione della Free Software Foundation.
Le versioni precedenti di POV-Ray sono distribuite sotto una specifica licenza POV-Ray, che permette una libera distribuzione del codice sorgente e dell'eseguibile ma che limita la distribuzione commerciale e la creazione di opere derivate che non siano versioni completamente funzionanti di POV-Ray.

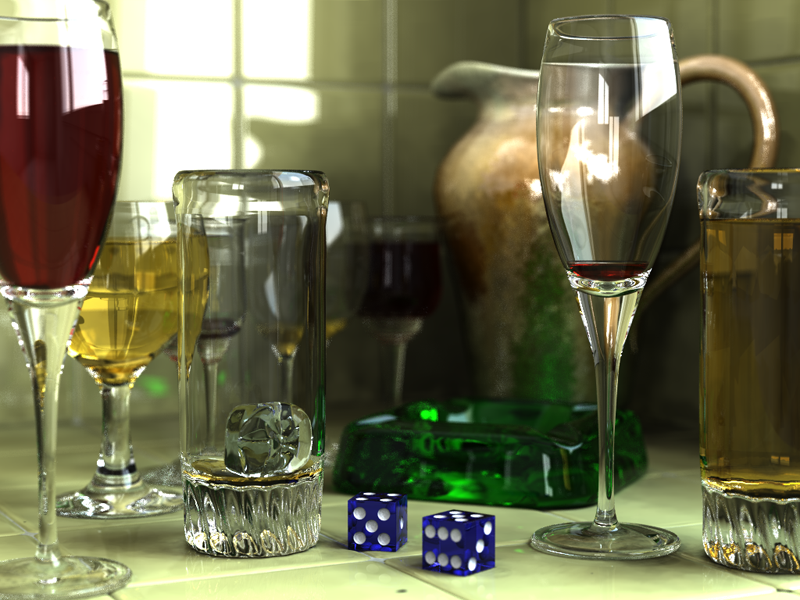
Scena con bicchieri resa da POV-Ray, come dimostrazione di radiosity e fotorealismo.